# 189 TCN
Năm 189 TCN là một năm trong lịch Julius. 